# 2020
2020 (MMXX) е високосна година, започваща в сряда според григорианския календар. Тя е 2020-ата година от новата ера, двадесетата от третото хилядолетие и първата от 2020-те.
Съответства на:
- 1469 година по Арменския календар
- 7528 година по Прабългарския календар
- 6771 година по Асирийския календар
- 2971 година по Берберския календар
- 1382 година по Бирманския календар
- 2564 година по Будисткия календар
- 5780 – 5781 година по Еврейския календар
- 2012 – 2013 година по Етиопския календар
- 1398 – 1399 година по Иранския календар
- 1441 – 1442 година по Ислямския календар
- 4716 – 4717 година по Китайския календар
- 1736 – 1737 година по Коптския календар
- 4353 година по Корейския календар
- 2773 години от основаването на Рим
- 2563 година по Тайландския слънчев календар
- 109 година по Чучхе календара

## Събития
- 25 януари – град Ухан в Китай влиза извънредно под карантина, следствие на нова епидемия, която след месец се обявява за световна пандемия (COVID – 19).
- 31 януари – Великобритания напуска Европейския съюз.
- 18 март – УЕФА взема решение за отлагане с една година на Европейското първенство по футбол.
- 27 март – Северна Македония става 30-та държава членка на НАТО.
- 22 май – Самолетът при полет 8303 на „Пакистан Интернешънъл Еърлайнс“ се разбива по време на повторен заход и кацане в Карачи и убива 97 души на борда и един на земята.
- 10 юни – България и Хърватия стават част от Европейски валутен механизъм.

## Починали

### Януари
- 1 януари – Силва Зурлева, български преводач, журналист и член на борда на директорите на Нова телевизия (* 1958 г.)[1]
- 3 януари – Касем Солеймани, ирански генерал (* 1957 г.)
- 5 януари – Ванко Урумов, български художник (* 1941 г.)
- 8 януари – Теофан Сокеров, български художник (* 1943 г.)
- 10 януари – Петко Петков, български футболист (* 1946 г.)
- 15 януари – Тодор Вълчев, български финансист (* 1922 г.)
- 16 януари – Кристофър Толкин, английски писател и редактор (* 1924 г.)
- 19 януари – Благовест Сендов, български математик, политик и дипломат (* 1932 г.)
- 22 януари – Петко Огойски, български журналист, писател и политик (* 1929 г.)
- 23 януари – Гудрун Паузеванг, немска писателка (* 1928 г.)
- 24 януари – Андрей Даниел, български художник (* 1952 г.)
- 26 януари
  - Коби Брайънт, американски баскетболист (* 1978 г.)
  - Луис Ниренберг, канадско-американски математик (* 1925 г.)
- 31 януари – Мери Хигинс Кларк, американска писателка (* 1927 г.)

### Февруари
- 1 февруари – Иван Стайков, български композитор (* 1931 г.)
- 3 февруари – Джордж Стайнър, американски литературен критик и писател (* 1929 г.)
- 5 февруари
  - Кърк Дъглас, американски актьор и продуцент (* 1916 г.)
  - Стенли Коен, американски биохимик (* 1922 г.)
- 7 февруари – Иван Забунов, български историк, общественик и политик (* 1948 г.)
- 9 февруари – Мирела Френи, италианска оперна певица (* 1935 г.)
- 12 февруари – Пенка Павлова, българска народна певица (* 1934 г.)
- 15 февруари – Ирина Чмихова, българска поп-певица и музикален педагог (* 1930 г.)
- 22 февруари – Кики Димула, гръцка поетеса (* 1931 г.)
- 24 февруари – Катрин Джонсън, американска физичка (* 1918 г.)
- 25 февруари
  - Хосни Мубарак, египетски президент (* 1928 г.)
  - Дмитрий Язов, руски военен и политически деец (* 1924 г.)
- 26 февруари – Неджмие Ходжа, албански политик (* 1921 г.)

### Март
- 4 март – Хавиер Перес де Куеляр, перуански политик и международен дипломат (* 1920 г.)
- 6 март – Маккой Тайнър, американски пианист (* 1938 г.)
- 7 март – Иван Сарандев, български литературен критик и историк (* 1934 г.)
- 8 март – Макс фон Сюдов, шведски актьор (* 1929 г.)
- 17 март – Бети Уилямс, ирландска активистка, Нобелов лауреат (* 1943 г.)
- 20 март
  - Кени Роджърс, американски певец, музикант и киноактьор (* 1938 г.)
  - Амадео Каризо, аржентински футболист (* 1926 г.)
- 21 март – Лоренсо Санс, испански бизнесмен (* 1943 г.)
- 23 март – Лучия Бозе, италианска актриса (* 1931 г.)
- 24 март – Албер Юдерзо, френски художник (* 1927 г.)
- 26 март – Симеон Щерев, български музикант и композитор (* 1943 г.)
- 29 март
  - Кшищоф Пендерецки, полски композитор и диригент (* 1933 г.)
  - Филип Уорън Андерсън, американски физик, Нобелов лауреат (* 1923 г.)
- 30 март – Манолис Глезос, гръцки политик (* 1922 г.)

### Април
- 1 април – Нур Хасан Хюсейн, бивш министър-председател на Сомалия (* 1937 г.)
- 2 април – Уилям Франкленд, британски имунолог (* 1912 г.)
- 5 април – Маргарет Бърбидж, американска физичка (* 1919 г.)
- 6 април – Радомир Антич, сръбски футболист и треньор (* 1948 г.)
- 9 април – Вълчо Камарашев, български актьор (* 1937 г.)
- 12 април – Стърлинг Мос, английски пилот от Формула 1 (* 1929 г.)
- 15 април – Брайън Денехи, американски актьор (* 1938 г.)
- 16 април – Луис Сепулведа, чилийски писател, журналист и политически активист (* 1949 г.)
- 17 април – Норман Хънтър, английски футболист и треньор (* 1943 г.)
- 19 април
  - Милен Цветков, български журналист (* 1966 г.)
  - Сесил Бьодкер, датска поетеса и писателка (* 1927 г.)
- 25 април – Пер Улув Енквист, шведски писател (* 1934 г.)
- 26 април
  - Тодор Симов, български волейболист и треньор (* 1929 г.)
  - Никола Инджов, български поет, публицист, есеист и преводач (* 1935 г.)
- 29 април – Май Шьовал, шведска писателка и преводачка (* 1935 г.)

### Май
- 6 май – Борислав Георгиев, български езиковед (* 1958 г.)
- 9 май
  - Литъл Ричард, американски музикант (* 1932 г.)
  - Кристина Лугн, шведска поетеса и драматург (* 1948 г.)
- 12 май
  - Христина Лютова, българска народна певица (* 1940 г.)
  - Мишел Пиколи, френски актьор (* 1925 г.)
- 13 май – Ролф Хохут, немски драматург (* 1931 г.)
- 14 май – Георги Белев, български поет (* 1945 г.)
- 18 май – София Несторова, българска поетеса (* 1955 г.)
- 22 май – Луиджи Симони, италиански футболист и треньор (* 1939 г.)
- 31 май 
  - Христо Явашев – Кристо, американски скулптор и художник от български произход (* 1935 г.)
  - Цено Ценов, български и международен деец по спортна борба (* 1939 г.)

### Юни
- 5 юни – Борис Гаганелов, български футболист (* 1941 г.)
- 9 юни – Стефан Воденичаров, български машинен инженер, академик на БАН (* 1944 г.)
- 10 юни – Вера Ганчева, българска преводачка и университетска преподавателка (* 1943 г.)
- 19 юни
  - Карлос Руис Сафон, испански писател (* 1964 г.)
  - Иън Холм, английски актьор (* 1931 г.)
- 21 юни – Миле Неделковски, писател от Северна Македония (* 1935 г.)
- 29 юни – Карл Райнър, американски режисьор, продуцент, писател и комедиант (* 1922 г.)

### Юли
- 1 юли – Емануел Ракотовахини, бивш министър-председател на Мадагаскар (* 1938 г.)
- 5 юли
  - Катя Воденичарова, българска детска писателка (* 1926 г.)
  - Володимир Трошкин, съветски и украински футболист (* 1947 г.)
- 6 юли – Енио Мориконе, италиански композитор (* 1928 г.)
- 9 юли – Методий Григоров, български хоров диригент (* 1937 г.)
- 10 юли
  - Антонио Кръстев, български щангист (* 1961 г.)
  - Джак Чарлтън, английски футболист и треньор (* 1935 г.)
  - Георги Йорданов, български футболист (* 1947 г.)
- 11 юли – Гергина Тончева, българска учителка и културен деец (* 1932 г.)
- 12 юли
  - Миряна Башева, българска поетеса (* 1947 г.)
  - Игнат Канев, канадско-български строителен предприемач (* 1926 г.)
  - Кели Престън, американска актриса и модел (* 1962 г.)
- 13 юли – Грант Имахара, американски експерт по електроника и телевизионен водещ (* 1970 г.)
- 15 юли – Васил Стойчев, български актьор (* 1935 г.)
- 17 юли – Силвио Мардзолини, аржентински футболист (* 1940 г.)
- 18 юли – Харума Миура, японски актьор (* 1990 г.)
- 19 юли – Николай Танайев, бивш министър-председател на Киргизстан (* 1945 г.)
- 24 юли – Бенжамин Мкапа, бивш президент на Танзания (* 1938 г.)
- 26 юли
  - Оливия де Хавиланд, британска актриса от френски произход (* 1916 г.)
  - Ханс Йохен Фогел, германски политик (* 1926 г.)
- 27 юли
  - Кина Къдрева, българска детска писателка (* 1931 г.)
  - Стефан Карастоянов, български географ (* 1944 г.)
  - Оуен Артър, бивш министър-председател на Барбадос (* 1949 г.)
- 30 юли – Иван Кутузов, български художник-карикатурист (* 1956 г.)
- 31 юли – Алън Паркър, британски режисьор и писател (* 1944 г.)

### Август
- 1 август – Уилфърд Бримли, американски актьор и певец (* 1934 г.)
- 3 август – Джон Хюм, северноирландски политик (* 1937 г.)
- 9 август
  - Франка Валери, италианска актриса (* 1920 г.)
  - Димитрина Гюрова, българска режисьорка и педагог по актьорско майсторство за драматичен театър в НАТФИЗ (* 1934 г.)[2]
- 11 август – Трини Лопез, американски певец и актьор (* 1937 г.)
- 12 август – Бисер Михайлов, български футболист, вратар (* 1943 г.)
- 18 август
  - Амвросий Доростолски, висш български православен духовник (* 1942 г.)
  - Чезаре Ромити, италиански мениджър и бизнесмен (* 1923 г.)
- 24 август
  - Стоян Александров, български финансист и политик (* 1949 г.)
  - Волфганг Улман, немски шахматист (* 1935 г.)
- 28 август – Чадуик Боузман, американски актьор (* 1976 г.)

### Септември
- 2 септември – Дейвид Грейбър, американски антрополог (* 1961 г.)
- 4 септември – Ани Корди, белгийска актриса и певица (* 1928 г.)
- 5 септември – Иржи Менцел, чешки режисьор, актьор и сценарист (* 1938 г.)
- 6 септември – Лъчезар Еленков, български поет (* 1936 г.)
- 15 септември – Николай Шматко, украински скулптор и художник (* 1943 г.)
- 16 септември
  - Симеон Пешов, български предприемач (* 1941 г.)
  - Уинстън Грум, американски писател (* 1943 г.)
- 17 септември – Тери Гудкайнд, американски писател (* 1948 г.)
- 21 септември
  - Майкъл Лонсдейл, френски актьор (* 1931 г.)
  - Димитър Керелезов, български писател и поет (* 1938 г.)
- 22 септември – Христо Сираков (бизнесмен), български бизнесмен, притежател на правата за конкурса Miss Playmate (* 1956 г.)
- 23 септември – Жулиет Греко, френска актриса и певица (* 1927 г.)
- 26 септември – Светозар Неделчев, български актьор (* 1933 г.)
- 30 септември – Атанас Ванчев дьо Траси, френски поет от български произход (* 1940 г.)

### Октомври
- 6 октомври
  - Еди Ван Хален, американски музикант (* 1955 г.)
  - Владимир Йорданов, френски актьор от български произход (* 1954 г.)
- 7 октомври
  - Марио Молина, мексикански химик (* 1943 г.)
  - Любен Гоцев, български офицер и политик (* 1930 г.)
- 10 октомври – Крум Василев, български политик, общественик и журналист (* 1925 г.)
- 15 октомври – Христина Вучева, български икономист (* 1937 г.)
- 17 октомври – д-р Георги Хубчев, български акушер-гинеколог, „Лекар на годината“ за 2019 г. (* 1954 г.)
- 18 октомври – Константин Григориев, български режисьор и сценарист (* 1927 г.)
- 19 октомври – Спенсър Дейвис, уелски музикант (* 1939 г.)
- 20 октомври – Бруно Мартини, френски футболист (* 1962 г.)
- 21 октомври – Александър Томов, български писател и сценарист (* 1944 г.)
- 23 октомври – Стоян Михайлов, български политик (* 1930 г.)
- 30 октомври – Месут Йълмаз, бивш министър-председател на Турция (* 1947 г.)
- 31 октомври – Шон Конъри, английски актьор (* 1930 г.)

### Ноември
- 2 ноември
  - Ахмед Лараки, бивш министър-председател на Мароко (* 1931 г.)
  - Джиджи Пройети, италиански актьор и комедиант (* 1940 г.)
- 4 ноември – Кен Хенсли, британски музикант, член на Юрая Хип (* 1945 г.)
- 6 ноември – Фернандо Соланас, аржентински кинорежисьор (* 1936 г.)
- 10 ноември
  - Саеб Ерекат, палестински дипломат (* 1955 г.)
  - Амаду Тумани Туре, бивш президент на Мали (* 1948 г.)
- 11 ноември – Любомир Шопов, български дипломат (* 1942 г.)
- 13 ноември – Виден Апостолов, български футболист (* 1941 г.)
- 15 ноември – Максим Минчев, български журналист, генерален директор на Българската телеграфна агенция (* 1953 г.)
- 16 ноември – Петър Караангов, български поет (* 1931 г.)
- 20 ноември – Ириней Сръбски, патриарх на Сръбската православна църква (* 1930 г.)
- 22 ноември – Димитър Еленов, български актьор и режисьор (* 1947 г.)
- 23 ноември – Никола Спасов, български футболист и треньор (* 1958 г.)
- 24 ноември
  - Александър Чирков, български лекар и кардиохирург (* 1938 г.)
  - Мамаду Танджа, бивш президент на Нигер (* 1938 г.)
- 25 ноември
  - Диего Марадона, аржентински футболист и треньор (* 1960 г.)
  - Пенчо Стоянов, български композитор (* 1931 г.)
- 26 ноември
  - Димитър Ларгов, български футболист (* 1936 г.)
  - Иван Златарев, български актьор (* 1939 г.)
  - Камен Чанев, български оперен певец (* 1964 г.)
  - Константин Косев, български историк и политик, академик (* 1937 г.)
- 27 ноември – Боян Лозанов, български лекар (* 1935 г.)
- 29 ноември
  - Цоло Буров, български футболист (* 1950 г.)
  - Папа Буба Диоп, сенегалски футболист (* 1978 г.)
- 30 ноември – Митко Цветков, български лекар и хирург (* 1944 г.)

### Декември
- 2 декември
  - Валери Жискар д'Естен, президент на Франция в периода 1974 – 1981 (* 1926 г.)
  - Стоян Топалов, български генерал (* 1941 г.)
- 5 декември
  - Минчо Йовчев, български политик (* 1942 г.)
  - Илия Чубриков, български автомобилен състезател (* 1935 г.)
  - Димитър Джеров, български хирург (* 1934 г.)
  - Виктор Понеделник, руски футболист и треньор (* 1937 г.)
- 6 декември – Табаре Васкес, президент на Уругвай (2005 – 2010/2015 – 2020) (* 1940 г.)
- 7 декември – Чарлс Йейгър, американски авиатор (* 1923 г.)
- 8 декември – Алехандро Сабея, аржентински футболист и треньор (* 1954 г.)
- 9 декември
  - Паоло Роси, италиански футболист (* 1956 г.)
  - Георги Пинчев, български политик (* 1938 г.)
  - Вячеслав Кебич, бивш министър-председател на Беларус (* 1936 г.)
- 10 декември – Барбара Уиндзор, английска актриса (* 1937 г.)
- 11 декември
  - Ким Ки Дук, южнокорейски режисьор (* 1960 г.)
  - Гиньо Тонев, български генерал (* 1943 г.)
- 12 декември
  - Петко Еврев, български архитект (* 1939 г.)
  - Джон льо Каре, английски писател (* 1931 г.)
  - Джак Стайнбъргър, американски физик (* 1921 г.)
  - Валентин Гафт, съветски и руски актьор (* 1935 г.)
- 14 декември
  - Жерар Улие, френски футболист и треньор (* 1947 г.)
  - Милко Тошков, български лекар-ирисдиагностик и природолечител (* 1963 г.)
- 15 декември – Золтан Сабо, сръбски футболист и мениджър (* 1972 г.)
- 16 декември
  - Николай Стойков, български композитор (* 1936 г.)
  - Федя Филкова, българска поетеса и преводачка (* 1950 г.)
  - Флавио Коти, бивш швейцарски президент (* 1939 г.)
- 17 декември 
  - Валентин Касабов, български журналист и политик (* 1958 г.)
  - Сауфату Сопоанга, бивш министър-председател на Тувалу (* 1952 г.)
- 18 декември
  - Тим Северин, британски писател и пътешественик (* 1940 г.)
  - Румен Видов, български политик (* 1952 г.)
- 19 декември
  - Мекере Мораута, министър-председател на Папуа Нова Гвинея (* 1946 г.)
  - Иван Радев, български филолог и историк (* 1943 г.)
- 20 декември – Ивет Анави, българска писателка (* 1919 г.)
- 21 декември
  - Димо Стоянов, вокалист на група P.I.F. (* 1975 г.)
  - Михаил Хаджиилийков, български актьор (* 1942 г.)
  - Александър Курляндски, руски писател, драматург (* 1938 г.)
- 22 декември – Мухамад Мустафа Меро, бивш министър-председател на Сирия (* 1941 г.)
- 23 декември
  - Джеймс Гън, американски писател (* 1923 г.)
  - Папа Жан, български художник (* 1957 г.)
- 25 декември
  - Вельо Горанов, български мим (* 1946 г.)
  - Кей Си Джоунс, американски баскетболист и треньор (* 1932 г.)
  - Александър Манов, спортен журналист (* 1928 г.)
- 26 декември
  - Джордж Блейк, британски шпионин и двоен агент (* 1922 г.)
  - Люк Харпър, американски професионален кечист (* 1979 г.)
- 28 декември – Валентин Лазаров, български баскетболен съдия (* 1931 г.)
- 29 декември
  - Пиер Карден, френски моделиер от италиански произход (* 1922 г.)
  - Симеон Хаджикосев, български литературен историк, преводач и мемоарист (* 1941 г.)
- 30 декември – Доун Уелс, американска актриса (* 1938 г.)
- 31 декември – Роберт Осеин, френски актьор и режисьор (* 1927 г.)

## Нобелови лауреати
- Икономика – Пол Мигром и Робърт Уилсън
- Литература – Луис Глук
- Медицина – Харви Алтър, Майкъл Хоутън и Чарлс Райс
- Мир – Световна продоволствена програма
- Физика – Роджър Пейнроуз, Райнхард Генцел и Андреа Гец
- Химия – Еманюел Шарпантие и Дженифър Даудна